# Ɔ
Ɔ (minuskule ɔ) je speciální písmeno latinky. Nazývá se otevřené O nebo obrácené C. Je sporné, zda se jedná o variantu jednoho z těchto dvou písmen, nebo o samostatné písmeno. Používá se především ve východoafrických (akanština, bambarština, eveština, ikposso, jorubština) a středoafrických (ngalština, lomongo) jazycích. V 17. a 20. století se též používalo v mayských jazycích. Čte se jako polootevřená zadní zaokrouhlená samohláska (ɔ) a používá se jako znak v mezinárodní fonetické abecedě. Existuje mnoho variant tohoto písmena. V Unicode má majuskulní tvar kód U+0186 a minuskulní U+0254. Písmeno taktéž existuje jako modifikátor (ᵓ), který má v Unicode kód U+1D53.